# Amarindra
Amarindra (tiếng Thái: อมรินทรา; RTGS: Amarinthra; 15 tháng 3 năm 1737 - 25 tháng 5 năm 1826) là vương hậu phối ngẫu của vua Phutthayotfa Chulalok (Rama I), người sáng lập của triều đại Chakri. tên khai sinh của cô là Nak (นาค). Cô là con gái của một Môn giàu từ Bang Chang, ở tỉnh Samut Songkhram.